# 5177 Хуговольф
5177 Хуговольф (5177 Hugowolf) — астероїд головного поясу, відкритий 10 січня 1989 року.
Тіссеранів параметр щодо Юпітера — 3,553.